# Лесная Велесница
Лесная Велесница (укр. Лісна Велесниця) — село в Надворнянской городской общине Надворнянского района Ивано-Франковской области Украины.
Население по переписи 2001 года составляло 331 человек. Почтовый индекс — 78426. Телефонный код — 03475.